# Rivière Alma
Rivière Alma är ett vattendrag i Kanada.   Det ligger i provinsen Québec, i den östra delen av landet, 600 km nordost om huvudstaden Ottawa.
I omgivningarna runt Rivière Alma växer i huvudsak blandskog. Trakten runt Rivière Alma är nära nog obefolkad, med mindre än två invånare per kvadratkilometer.